# Gisèle Stievenard
Gisèle Stievenard, née le 11 décembre 1950 à Sarcelles (Val-d'Oise), est une femme politique française.

## Biographie
Gisèle Stievenard est une des fondatrices de l'Assemblée des Femmes. C'est elle qui remplaçait le maire de Paris Bertrand Delanoë quand il était en déplacement ou en vacances.

## Détail des fonctions et des mandats
- jusqu'en 2014 : conseillère de Paris (élu dans le 19e arrondissement de Paris)
- 2 avril 1986 - 14 mai 1988 : députée de Paris